# Twistetal
Twistetal – miejscowość i gmina w Niemczech, w kraju związkowym Hesja, w rejencji Kassel, w powiecie Waldeck-Frankenberg.